# Pedro Eguillor
Pedro Eguillor Atteridge (Bilbao, 1877 - íd, 4 de enero de 1937) fue un destacado personaje de la vida cultural bilbaína del primer tercio del siglo XX. Abogado de profesión, bon vivant, intelectual prácticamente ágrafo y animador de la tertulia del Lion D´Or. Tuvo una de las mejores bibliotecas del País Vasco, que tras su muerte —asesinado por milicianos republicanos en el asalto a la prisión bilbaína de los Ángeles Custodios— fue adquirida por el Ayuntamiento de Bilbao.

## Biografía

### Origen familiar
La familia Eguillor-Atteridge vivía en la calle Correo de Bilbao. El padre. Pedro Eguillor Sarachu, nacido en Baracaldo, fue concejal de la comisión de hacienda del Ayuntamiento de Bilbao, siendo alcalde Pablo Alzola. Su madre, Isabel Atteridge Paxton, había nacido en La Habana (Cuba). La vida y los juegos infantiles de Pedro Eguillor transcurren en los soportales de la Plaza Nueva, la calle Correo, la Plazuela de San Nicolás y las Calzadas de Mallona. Tuvo una hermana mayor, María Concepción (nacida en 1870) y un hermano menor, Alejandro (nacido en 1882). El tío Sebastián Eguillor Sarachu fue uno de los cincuenta mayores pudientes de Vizcaya, según el Irurac-Bat de 1875. En 1883 murió el padre de Pedro de una congestión cerebro-pulmonar y en 1891, murió su madre, víctima del tifus, dejando huérfanos a los dos chicos menores de edad; la hija mayor ya se había casado el año anterior.
En su juventud Eguillor hizo una gran amistad con Esteban Bilbao Eguía. A los dos jóvenes se les podía ver por la calle Jardines donde estaba la Juventud Carlista y también la Sociedad Tradicionalista que contaba a principios del siglo XX con seiscientos socios.
Pedro Eguillor se casó con Milagros Barandiaran Bárcena, natural de Castro Urdiales. Tuvieron tres hijos: Rafael, Alejandro e Isabel (que moriría de difteria con trece años). Su suegro fue un importante hombre de negocios, dueño de Barandiaran y Compañía.

### Estudios
Estudió bachillerato en el Instituto Vizcaíno que dependía de la Diputación de Vizcaya. Pedro era un muchacho despierto e inteligente, con menciones honoríficas en Historia Universal, Aritmética, Álgebra, Retórica Política y Lengua Francesa. Los idiomas se le daban con mucha facilidad. Terminó el bachillerato en enero de 1893 y estudió Derecho en la Universidad de Deusto. Aunque abrió su bufete en el año 1907 en Gran Vía, 35, pronto dejó la profesión; como heredero de una considerable fortuna, se pudo permitir vivir de rentas y consagrarse a lo que más le gustaba: “la vida intelectual”. Según contó José María de Areilza, “su vocación le llevó al estudio y a la lectura. Toda la moderna corriente de pensamiento reaccionario de Europa, desde las escuelas francesas a las alemanas, pasando por el tamiz de Sorel y de Nietzsche, era conocida y expuesta por Eguillor desde antes de la guerra del 14. Spengler, Moller van der Bruck, Bainville, Chamberlain, Maurras, tuvieron acaso en Pedro su primer apasionado lector en España”. Se trata de ideólogos más o menos alejados de la Iglesia, representantes, con matices propios, de un nacionalismo antiparlamentario. La apología de la guerra de Sánchez Mazas, las “integraciones nacionalistas” de Basterra o el “nuevo mito” de Zuazagoitia beben sin duda de las fuentes de estos nacionalismos europeos servidos por Pedro Eguillor.

### Costumbres culturales
Pedro Eguillor ocupaba su tiempo con la lectura de libros, periódicos, revistas, las charlas y la sobremesa en el café Lion D´Or, después de la comida hasta el anochecer. Por su casa pasaba mucha gente de toda clase y condición. Después de una sustanciosa comida se iba al café. Era de condición políglota. Hombre de gran curiosidad y voracidad intelectual, recibía libros y revistas de las más distintas procedencias. Otra de sus cualidades era la facilidad para el dibujo a lápiz o carboncillo, la familia conserva en carpetas muchos de sus dibujos con trazos rápidos y seguros. Por los largos pasillos de su casa se podían ver los anaqueles con sus libros, de los más variados temas. Su extensa biblioteca contaba con cerca de 20.000 volúmenes, según las fichas que se hicieron al morir y ser donada por su viuda al consistorio bilbaíno.

### Tertulia del café Lion d´Or y Escuela Romana del Pirineo
Al morir el doctor Areilza en 1926, Pedro Eguillor presidirá la tertulia del café Lion D´Or. Adolfo Guiard decía que le llamaban en diminutivo porque le miraban con el catalejo al revés. Un periodista le llamó “El Sócrates bilbaíno”. El joven José María de Areilza, que asistía a las tertulias cuando sus estudios se lo permitían, recuerda lo que le dijo en cierta ocasión: “Quiero que te formes bien, que tengas el espíritu abierto y no caigas en la cazurrería aldeana del provincialismo”. Con Miguel Unamuno que tenía un carácter difícil y una personalidad muy fuerte, no coincidía en muchas cosas pero tenían una vieja y entrañable amistad y un respeto mutuo. Don Miguel le regaló un libro de piel en tamaño octavo, con diez poemas escritos de su puño y letra, fechados en el año 1910, que conserva la familia como un recuerdo muy querido. Parte de los integrantes de esta tertulia conformaría la conocida como “Escuela Romana del Pirineo”, bajo la inspiración de Ramón de Basterra, e integrada por Rafael Sánchez Mazas, Pedro Mourlane Michelena, Jacinto Miquelarena, José María Salaverría, Esteban Calle Iturrino, Joaquín Zuazagoitia y Fernando de la Quadra Salcedo.

### Afición por la gastronomía
Era un verdadero gourmet. Hasta el punto que dedicó un poema al “bonito”, publicado en el libro de cocina de la Marquesa de Parabere, que todas las bilbaínas de bien tenían en su casa. Era un libro de cocina completo y no para principiantes y el poema —uno de los pocos escritos que publicó— comienza así:
	De un bonito carne palpitante,
	corta en pequeños trozos que sofríe,
	con buen tomate y pimiento picante,
	luego lo deja a que en hervor cortante,
	la blanca vianda a su sazón se alíe

### Precursor de los regímenes de dictadura
Pedro Eguillor influyó de manera principal y desde los días de la Gran Guerra en la adopción de las nuevas ideologías nacionalistas y autoritarias –de las que fue un precursor– por parte de los intelectuales y políticos de la derecha españolista de Bilbao, la que a la postre se impondría en la Guerra Civil. Enseñó a Areilza el primer ejemplar de La Conquista del Estado, el semanario de Ramiro Ledesma Ramos, llegado a Bilbao en 1931. “No ha existido un solo bilbaíno que haya cultivado las letras o la política –dice Zuazagoitia– que no le deba gran parte de su pensamiento: Ramón de Basterra, Lequerica, Mourlane Michelena, Sánchez Mazas, Adán...” Sus admoniciones sobre el hundimiento de la democracia y la necesidad de regímenes de dictadura son muy tempranas. Según Areilza “desde 1917, por lo menos, ya venía tronando desde su escaño cafeteril sobre la necesidad de que un grupo de coroneles se hiciera cargo de la gobernación del Estado”. Acogió con júbilo la Dictadura de Primo de Rivera, aunque más tarde discrepó de ella por su falta de contenido ideológico y de voluntad de configurarse como régimen permanente. En síntesis, Eguillor “gritaba desde su rincón en el café los peligros ciertos de la revolución inminente: hablaba con lenguaje nuevo de la inevitable transformación social del mundo; resumía en imágenes fulgurantes los procesos políticos europeos; ventilaba novedades literarias y, sobre todo, ideológicas”. Su mensaje fue que “en el mundo sonaban horas de extrema gravedad que anunciaban transiciones decisivas”, y que había que “debelar el tópico banal de que la democracia (era) un axioma inconmovible de la civilización moderna”. El peligro de la revolución, la salvación en los regímenes autoritarios: un miedo y una esperanza resumían, pues, el mensaje de Eguillor. No otro será el mensaje voceado por el monarquismo durante la República. Eguillor –como Lequerica y Zuazagoitia en los años veinte, y como otros muchos en los años treinta– encarriló las perspectivas de los sectores conservadores locales en un sentido de pesimismo, alarma y defensa, que habría de constituir el trasfondo que atrajese a muchos a posiciones reaccionarias. Más concretamente, la receta de Eguillor se resumía en el gobierno de los militares, de cuatro generales o cuatro coroneles, o aún de cuatro sargentos o cuatro modestos guardias civiles. Olascoaga evoca algunas actuaciones de Eguillor que dejan entrever la naturaleza de su íntimo fervor patriótico y militarista. Por ejemplo, el telegrama que dirigió al ministro de Guerra, Juan de la Cierva, rogándole que ordenase la inscripción en los muros de las iglesias de los nombres de los caídos por la patria en las campañas del Rif. “Con ternura paternal cuidaba don Pedro de honrar a los militares muertos en servicio patrio; ya haciendo recordar en los periódicos efemérides de gestas heroicas, ya enviando al entierro de cualquier digno militar de esta plaza una corona que, para todos, menos nosotros, era anónima. Y por su iniciativa también se celebraron en Bilbao actos en honor de jóvenes oficiales bilbaínos caídos gloriosamente en África”. Este militarismo se plasmará en la II República en una tentación permanente de las derechas antiliberales: la conspiración militar.

### Encarcelamiento y muerte
Con el fracaso de la sublevación en Vizcaya y el inicio de la guerra civil, unos centenares de vizcaínos —entre ellos Eguillor— fueron detenidos y encarcelados; según opinión del Gobierno Vasco, como simple medida de precaución y protección. Todos ellos eran hombres de derechas sin ninguna responsabilidad o cargo político. Pero eran solo unos rehenes, una contrapartida humana, un seguro contra posibles ataques aéreos, según relato de José María Salaverría. No quiso Telesforo Monzón —consejero de Gobernación y Seguridad Ciudadana— enviar a la Ertzaña para evitar enfrentamientos con las milicias de la izquierda. Fue recluido en los Ángeles Custodios. Pedro Eguillor era uno de los escépticos cuando se hablaba del próximo canje. Su amigo y compañero de tertulia en el Lion D´Or, Wilhelm Wakonigg, cónsul honorario de Austria y Hungría, el 20 de septiembre de 1936 hizo gestiones, moviendo influencias, para conseguir su liberación, sin ningún resultado positivo. El lehendakari Aguirre dispuso de tres batallones de la UGT para que defendieran a los presos y cumplieran su cometido a rajatabla. El 4 de enero de 1937, por la tarde y después de un bombardeo de escuadrillas alemanas, la horda subió la cuesta de Zabalbide y penetrando en la cárcel de Larrinaga, casa Galera, el convento de los Ángeles Custodios y el Carmelo asesinaron a 51 presos de la primera, otros 51 de la segunda, 106 en la tercera y 5 en la última. A Pedro Eguillor y sus compañeros los asesinaron a machetazos. El notario de Amurrio Luis Hoyos Gascón, amigo y contertulio del finado, consiguió un permiso del juez de guardia para entrar en el cementerio y contempló un horrendo cuadro de doscientos trece cadáveres. Al señalar el cadáver de Pedro Eguillor, el sepulturero le dijo algo que tiene valor de epitafio: “¡Mire usted que matar a este hombre!” 
Un año después de la toma de Bilbao por las tropas franquistas, el 3 de julio de 1938 se celebró en San Vicente Mártir una misa en su honor y se colocó una placa en el café Lion D´Or que decía: “En este rincón, Pedro Eguillor hablaba todos los días de España”, obra de Luis Elejabeitia y trabajada en la casa de Alfredo Álvarez. El 15 de marzo de 1939 se trasladaron sus restos mortales desde el panteón familiar a una cripta construida por el Ayuntamiento de Bilbao donde reposaban otros asesinados. Acudieron el alcalde de Bilbao, José Félix de Lequerica, los hijos del asesinado Alejandro y Rafael, el suegro Eduardo Barandiaran, su esposa, Ángel Galíndez y el presbítero Luis Urrutia. No hubo hombre de espíritu que se le acercase que no quedase impresionado por aquel torrente de ideas y de imágenes que fluían de sus labios, relata Joaquín Zuazagoitia. El 8 de septiembre de 1974 La Gaceta del Norte, con motivo de su centenario, le hizo una entrevista a Milagros Barandiaran Bárcena, la viuda de Pedro Eguillor, que falleció el 1 de septiembre de 1976, con ciento dos años.